# Psychotria henryana
Psychotria henryana là một loài thực vật có hoa trong họ Thiến thảo. Loài này được Murugan & Gopalan mô tả khoa học đầu tiên năm 2007.